# 張翼 (香港演員)
張翼（1945年2月24日—），原名張伯燊，男，香港演員，1967年加盟邵氏公司之前，曾在台灣復興劇校接受過八年片平劇科班訓練，學過武生和須生表演，身手矯健，更是跆拳道高手，甫進入影視圈即擔當主角，第一部備受矚目的電影是《神劍震江湖》。此後作品大多是武俠片，包括《儒俠》、《七俠五義》、《玉面飛狐》、《奪魂鈴》等。1971年離開邵氏以後，仍活躍於影壇，片約不斷，以拍攝武俠、功夫、動作片為主。80-90年代張翼轉而接拍電視劇，在香港兩家私營電視台的銀幕上均有它的影蹤。近年雖移居加拿大，但他對演戲仍有濃厚的興趣，所以他在加拿大也間中作慈善演出，並於2007年年底回港拍攝無綫電視劇《甜言蜜語》，並在《巾幗梟雄》中飾演的李祥發（祥發叔）與《天梯》中飾演的賀坤堯均可見其精湛演技。

## 演出作品

### 電視劇（麗的電視/亞洲電視）
- 1981年：大控訴 飾 司徒伯雄（司徒Sir、聖上）
- 1984年：四大名捕 飾 鐵游夏（鐵手）
- 1984年：十二金牌
- 1984年：醉拳王無忌之日帝月后 飾 日帝
- 1985年：戰神
- 1986年：秦始皇 飾 李牧

### 電視劇（無綫電視）
- 1981年：佛山贊先生 飾 黃華寶
- 1981年：鱷魚潭 飾 楊绍川
- 1987年：陰陽界 （電視電影）飾燕生
- 1988年：狂龍
- 1989年：還我本色 飾 高家傑
- 1989年：俠客行 飾 貝海石
- 1991年：我係黃飛鴻 飾 祝昆
- 1991年：情陷特區 飾 張大光
- 1992年：中神通王重陽 飾 霍景山
- 1993年：飛星尋龍 飾 古天鑑
- 1993年：天倫 飾 林海
- 1993年：金蛇郎君 飾 夏侯義
- 1993年：賭霸天下 飾 成堅
- 1994年：方世玉與乾隆皇 飾 雷老虎
- 1995年：箭侠恩仇 飾 楚天威
- 1995年：命轉乾坤 飾 曹學威
- 1995年：包青天之「人皮面具」飾 柴經武
- 1995年：神鵰俠侶 飾 公孫止
- 1995年：圓月彎刀 飾 任天行（於1997年播映）
- 1996年：十三密殺令 飾 藍道行（於1999年播映）
- 1996年：河東獅吼 飾 耶律燕材
- 2008年：甜言蜜語 飾 齊勝（勝記）
- 2009年：巾幗梟雄 飾 李祥發（祥發叔）
- 2012年：天梯 飾 賀坤堯

### 電影
- 1965年：痴情淚
- 1967年：七俠五義
- 1967年：神劍震江湖
- 1967年：儒俠
- 1968年：玉面飛狐
- 1968年：奪魂鈴
- 1970年：五虎屠龍
- 1970年：大羅劍俠
- 1970年：江湖三女俠
- 1970年：武林風雲
- 1971年：獨臂刀大戰盲俠
- 1971年：奪命金劍
- 1971年：一夫當關
- 1971年：血符門
- 1971年：蕭十一郎
- 1972年：黑吃黑
- 1972年：鐵掌旋風腿
- 1972年：俠義雙雄
- 1972年：山東響馬
- 1972年：黃浦灘頭
- 1973年：烈日狂風
- 1973年：半斤七
- 1973年：剋星
- 1973年：黃金賭客
- 1974年：虎豹雙雄
- 1974年：大搏殺
- 1974年：英雄榜
- 1974年：四大天王
- 1974年：大地龍種
- 1974年：鬼風吹
- 1974年：碧城故事
- 1975年：昨夜星辰昨夜風
- 1975年：南俠展昭
- 1975年：獵人
- 1975年：龍門風雲
- 1975年：避孕大全
- 1975年：不共戴天
- 1975年：十八羅漢陣
- 1975年：妙手千金
- 1976年：八百壯士
- 1976年：大太監
- 1976年：大江南北
- 1976年：達摩密宗血裡飄
- 1976年：天皇巨星
- 1976年：黑龍會
- 1976年：神環
- 1976年：獨臂雙雄
- 1976年：少林寺十八銅人（英语：18 Bronzemen）
- 1976年：火燒少林寺（英语：The Blazing Temple）
- 1976年：金羅漢
- 1976年：中原鏢局
- 1977年：武林客棧
- 1977年：少林小子
- 1977年：聖劍風雲
- 1977年：燈籠街
- 1977年：血連環
- 1977年：刀劍霸王拳
- 1977年：鷹爪螳螂（英语：Eagle's Claw）
- 1977年：少林叛徒
- 1977年：快刀亂麻斬
- 1977年：方世玉大破梅花樁
- 1978年：鷹拳
- 1978年：勾魂針奪命拳
- 1978年：龍拳蛇手鬥蜘蛛
- 1978年：飛燕雙嬌
- 1978年：幽靈神功
- 1978年：五花箭神
- 1978年：追獵
- 1978年：十八玉羅漢
- 1978年：七俠八義
- 1979年：錦衣衛
- 1979年：十大弟子
- 1979年：功夫七戒
- 1979年：烈日狂風野火
- 1979年：戰天山
- 1979年：醉步迷猴
- 1979年：棍王
- 1980年：身不由己
- 1981年：神劍動山河
- 1981年：御劍伏魔
- 1984年：無名火
- 1984年：黃禍
- 1986年：霹靂大喇叭
- 1987年：中華戰士
- 1990年：再戰江湖
- 1992年：戰神傳說

## 綜藝節目
- 2018年：吾淑吾食溫哥華篇第13集（嘉賓）

## 外部連結
- 香港電影資料館 - 張翼[永久]
- 張翼 - 介紹與作品年表[永久]
- 終極爆《天梯》劇情張翼兩仔爺等天收忽然1周898期@ 娛樂八掛大放送 （页面存档备份，存于）